# Attagenus maculatus
Attagenus maculatus es una especie de coleóptero de la familia Dermestidae.

## Distribución geográfica
Habita en Bulgaria y Grecia.